# Aponogeton nudiflorus
Aponogeton nudiflorus är en enhjärtbladig växtart som beskrevs av Albert Peter. Aponogeton nudiflorus ingår i släktet Aponogeton och familjen Aponogetonaceae. IUCN kategoriserar arten globalt som livskraftig. Inga underarter finns listade.